# Molophilus (Molophilus) babanus
Molophilus (Molophilus) babanus is een tweevleugelige uit de familie steltmuggen (Limoniidae). De soort komt voor in het Palearctisch gebied.